# 12 años de esclavitud (libro)

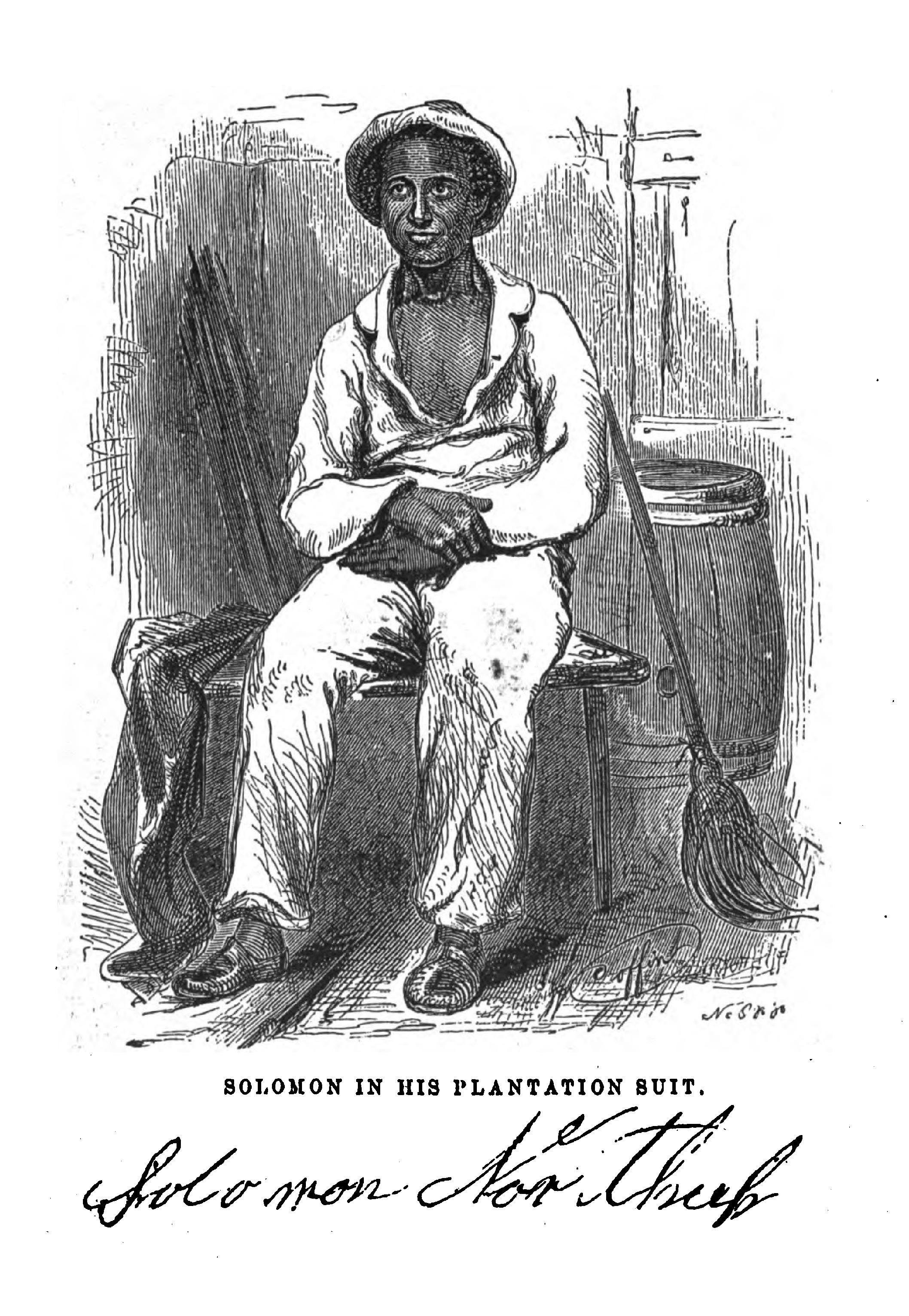
Dibujo donde se puede apreciar a Solomon Northup en su ropa de trabajo.

12 años de esclavitud (Twelve Years a Slave en inglés) es un libro de memorias de 1853 y una narrativa esclavista del estadounidense Solomon Northup, contada y editada por David Wilson. Northup, un hombre negro que nació libre en el estado de Nueva York, detalla su engaño para ir a Washington D. C., donde fue secuestrado y vendido como esclavo en el sur profundo. Estuvo en cautiverio durante 12 años en Luisiana antes de poder enviar secretamente información a amigos y familiares en Nueva York, que a su vez aseguraron su liberación con la ayuda del estado. La cuenta de Northup proporciona detalles extensos sobre los mercados de esclavos en Washington D. C. y Nueva Orleans, y describe en detalle el cultivo de algodón y azúcar y el tratamiento de esclavos en las principales plantaciones de Louisiana.
El trabajo fue publicado ocho años antes de la Guerra de Secesión por Derby & Miller de Auburn, Nueva York, poco después de la novela best-seller de Harriet Beecher Stowe sobre la esclavitud, La cabaña del tío Tom (1852), a la que prestó apoyo fáctico. El libro de Northup, dedicado a Stowe, vendió 30 000 copias, convirtiéndolo en un éxito de ventas en sí mismo.
Después de haber sido publicado en varias ediciones en el siglo XIX y más tarde citado por trabajos académicos especializados en la esclavitud en los Estados Unidos, las memorias cayeron en el olvido público durante casi 100 años. Fueron redescubiertas en distintas ocasiones por dos historiadores de Luisiana, Sue Eakin (Universidad Estatal de Luisiana en Alexandria) y Joseph Logsdon (Universidad de Nueva Orleans). A principios de la década de 1960, investigaron sobre el viaje de Solomon Northup y editaron conjuntamente una versión históricamente anotada que fue publicada por Louisiana State University Press (1968).
Las memorias se han adaptado en dos versiones cinematográficas, producidas una en 1984 como película para televisión en la PBS, Odisea de Solomon Northup, y la otra como película de cine en 2013 y ganadora del Oscar al mejor largometraje, 12 Years a Slave.

## Sinopsis
En su ciudad natal de Saratoga, Nueva York, Solomon Northup, un negro libre que era un hábil carpintero y violinista, fue abordado por dos promotores de circo. Le ofrecieron un trabajo breve y bien remunerado como músico con su circo ambulante. Sin informar a su esposa, que estaba ausente en el trabajo en un pueblo cercano, viajó con los extraños a los estados de Nueva York y Washington D. C. Poco después de llegar a la capital, se despertó y se encontró narcotizado, atado, y en la celda de un esclavo. Cuando Northup afirmó sus derechos como hombre libre, fue golpeado y se le advirtió que nunca volviera a mencionar su vida libre en Nueva York.
Transportados por barco a Nueva Orleans, Northup y otros esclavos negros contrajeron la viruela y uno murió. En tránsito, Northup imploró a un marinero comprensivo que enviara una carta a su familia. La carta llegó de forma segura, pero, al carecer de conocimiento de su destino final, la familia de Northup no pudo llevar a cabo su rescate.
El primer propietario de Northup fue William Prince Ford, que dirigía un aserradero en un pantano del río Rojo. Posteriormente, Northup tuvo otros propietarios, menos humanos que Ford, durante su cautiverio de doce años. A veces, su carpintería y otras habilidades contribuyeron a que lo trataran relativamente bien, pero también sufrió crueldad extrema. En dos ocasiones, fue atacado por John Tibeats, un hombre blanco al que fue arrendado, y se defendió, por lo que sufrió severas represalias. Después de aproximadamente dos años de esclavitud, Northup fue vendido a Edwin Epps, un plantador de algodón notoriamente cruel. Epps mantuvo a Northup esclavizado durante 10 años, tiempo durante el cual asignó al neoyorquino a diversos roles, desde recolector de algodón, al de transportista y de capataz, lo que requirió que Northup supervisara el trabajo de sus compañeros esclavos y los castigara por comportamientos indeseables. Mientras estaba en la plantación de Epps, Northup se hizo amigo de una esclava llamada Patsey, a quien describe brevemente en el libro.
Después de ser golpeado por reclamar su estado libre en Washington D. C., Northup en los siguientes 12 años no reveló su verdadera historia nuevamente a una sola persona, esclavo o dueño. Finalmente le confió su historia a Samuel Bass, un carpintero y abolicionista blanco de Canadá que trabajaba en la plantación de Epps. Bass, con gran riesgo para sí mismo, envió cartas a la esposa y amigos de Northup en Saratoga. Parker, un comerciante blanco, recibió una de las cartas y buscó ayuda de Henry B. Northup, un abogado y político blanco cuya familia había poseído y liberado al padre de Solomon Northup y con quien Solomon tenía una larga amistad. Henry contactó a funcionarios del estado de Nueva York. Como el estado aprobó una ley en 1840 para proporcionar recursos financieros para el rescate de ciudadanos secuestrados en la esclavitud, el gobernador designó a Henry Northup como agente para viajar a Luisiana y trabajar con la policía para liberar a Solomon. Una vez en Luisiana, Henry Northup contrató al abogado local de la parroquia de Avoyelles, John P. Waddill, para ayudar a asegurar la libertad de Solomon Northup. Después de una variedad de medidas burocráticas y búsquedas, el abogado logró ubicar a Solomon y liberarlo de la plantación. Northup más tarde presentó cargos contra los hombres que lo vendieron a la esclavitud, pero no tuvo éxito en su demanda. Regresó a Nueva York y se reencontró con su familia allí.
Northup concluye su narración con la siguiente declaración:

Mi narración ha llegado a su fin. No tengo ningún comentario que hacer sobre el tema de la esclavitud. Aquellos que lean este libro pueden formar sus propias opiniones sobre la "institución peculiar". Lo que puede ser en otros Estados, no profeso saber; lo que es en la región de río Rojo, está delineado verdadera y fielmente en estas páginas. Esto no es ficción, no es exageración. Si he fallado en algo, ha sido presentarle al lector de manera prominente el lado positivo de la imagen. No dudo que cientos hayan sido tan desafortunados como yo; que cientos de ciudadanos libres han sido secuestrados y vendidos como esclavos, y en este momento están desgastando sus vidas en plantaciones en Texas y Luisiana. Pero me abstengo. Castigado y sometido en espíritu por los sufrimientos que he soportado, y agradecido a ese buen Ser por cuya misericordia he sido restaurado a la felicidad y la libertad, espero de ahora en adelante llevar una vida recta aunque humilde, y descansar al fin en el patio de la iglesia donde mi padre duerme
- Solomon Northup

## Recepción y valor histórico
A menudo se suscitaron preguntas sobre la exactitud o autenticidad de los libros sobre la esclavitud, incluidas las narrativas de esclavos. Las similitudes entre el libro de Northup y la novela La cabaña del tío Tom de Harriet Beecher Stowe han sido notadas por los críticos. El libro de Stowe fue publicado un año antes de las memorias de Northup, pero cuando publicó su refutación a los críticos sobre la precisión, en su libro Key, ella se refirió a su historia, que había sido publicada en los periódicos. Stowe escribió:

Es una coincidencia singular que este hombre fuera llevado a una plantación en el país del río Rojo, la misma región donde se colocó la escena del cautiverio de Tom; y su descripción de esta plantación, su modo de vida allí y algunos incidentes que él describe, forman un sorprendente paralelo a esa historia.

La cuenta de Northup confirma la representación ficticia de Stowe de las condiciones en Luisiana, ya que el área donde Northup fue esclavizado estaba cerca del escenario ficticio de la plantación de Simon Legree en el río Rojo. Northup expresa otros argumentos en contra de la esclavitud. Por ejemplo, La cabaña del tío Tom se centra en cómo el sistema legal impide que incluso los propietarios de bienes traten bien a los esclavos y cómo libera a los dueños crueles de las responsabilidades por el trato que reciben de los esclavos.
Tales temas aparecen en la narrativa de Northup, también. Al escribir sobre este trabajo, Eric Herschtal señaló que "las narrativas de esclavos nunca tuvieron la intención de dar una visión imparcial. Eran polémicas antiesclavistas destinadas a derrocar a la institución". El hecho de que estas obras tenían un propósito era similar a otras obras publicadas.
Herschtal enfatiza que Northup expresó compasión en su relato, citando a él: "No es culpa del propietario de esclavos que él es cruel", escribe Northup, "tanto como es culpa del sistema bajo el cual vive". El relato en primera persona de Northup sobre sus doce años de esclavitud capturó la atención en el debate político nacional sobre la esclavitud que tuvo lugar en los años previos a la Guerra Civil. Obtuvo respaldo de los principales periódicos del norte, organizaciones antiesclavitud y grupos evangélicos. "Vendió tres veces más copias que la narrativa de esclavos de Frederick Douglass en sus primeros dos años".
El relato de Northup describe la vida cotidiana de los esclavos en Bayou Boeuf en Luisiana, su dieta y condiciones de vida, la relación entre el amo y el esclavo, y los medios que utilizan los atrapadores de esclavos para recapturar fugitivos. Su cuenta comparte algunos detalles similares a los de los autores que escaparon de la esclavitud, como Frederick Douglass, Harriet Ann Jacobs y William Wells Brown. Sin embargo, Northup fue el único en documentar que fue secuestrado como un hombre libre del norte y vendido como esclavo. Su perspectiva siempre fue comparar lo que vio con lo que sabía antes mientras vivía como un hombre libre en un estado libre. Si bien hubo cientos de tales secuestros, él estaba entre las pocas personas que obtuvieron la libertad nuevamente.
Los historiadores de la esclavitud de principios y mediados del siglo XX, Kenneth Stampp, Stanley Elkins y Ulrich Bonnell Phillips, respaldaron la precisión histórica del libro. Eakin y Logsdon en 1968, escribieron: "En último análisis, [la] narración merece ser creída, no solo porque [Northup] parece estar hablando razonablemente, no simplemente porque adorna su historia con detalles convincentes y persuasivos. En cada punto donde existen materiales para verificar su cuenta, se puede verificar". Estos materiales incluyen registros de juicios, correspondencia, diarios y registros de venta de esclavos.
Mientras 12 años de esclavitud es el ejemplo más conocido de alguien que fue secuestrado y luego liberado, aunque a través de esfuerzos extraordinarios, los historiadores han comenzado a investigar y presentar otros casos. La mayoría de los casos judiciales conocidos de demandas de libertad relacionadas con víctimas de secuestro se presentaron en Nueva Orleans, aunque algunos se encontraban en estados fronterizos como Misuri. Una de esas demandas tuvo lugar en Tuscaloosa, Alabama, donde Cornelius Sinclair, un hombre negro libre de Filadelfia, Pensilvania, había sido vendido después de ser secuestrado en agosto de 1825 y transportado al sur con algunos negros libres más jóvenes. Un total de aproximadamente 20 jóvenes negros desaparecieron del área de Filadelfia ese verano, algunos sobrevivientes vendidos como esclavos en Misisipi. Ayudados por la intervención del alcalde de Filadelfia, Joseph Watson, la mayoría de los secuestrados fueron devueltos gratis a Filadelfia en junio de 1826, pero la odisea de Sinclair fue más larga. Fue liberado en 1827 por un veredicto unánime de un jurado compuesto exclusivamente por blancos.

### Reedición
Después de impresiones adicionales en el siglo XIX, el libro se agotó hasta 1968, cuando los historiadores Joseph Logsdon y Sue Eakin lo restauraron a la fama. Eakin descubrió la historia cuando era un niño que crecía en la región de plantaciones de Luisiana: el propietario de una primera edición le mostró el libro, después de encontrarlo en una antigua casa de plantaciones.
Años más tarde, Logsdon tenía un alumno de una antigua familia de Luisiana que trajo a clase una copia del libro original de 1853; su familia lo había tenido por más de un siglo. Juntos, Logsdon y Eakin estudiaron la narración de Northup, documentándola a través de los registros de ventas de esclavos de Washington D. C. y Nueva Orleans, rastreando sobre su viaje y esclavitud en el país de plantaciones del Bayou Boeuf en el centro de Luisiana y a través de sus registros, y documentando sus orígenes en el Estado de Nueva York. Encontraron el decreto como hombre libre de su padre y los archivos del caso para el trabajo legal que restauró la libertad de Northup y enjuiciaron a sus secuestradores. En 1968, la edición completamente anotada del libro original de Eakin y Logsdon fue publicada por Louisiana State University Press, arrojando nueva luz sobre la cuenta de Northup y estableciendo su significado histórico. Ese libro ha sido ampliamente utilizado por los académicos y en las aulas durante más de 40 años, y todavía continúa siendo impreso.
En 1998, Logsdon fue invitado por académicos del estado de Nueva York para participar en una búsqueda de la tumba de Salomón. Sin embargo, el mal tiempo impidió la búsqueda ese año, y Logsdon murió el siguiente junio de 1999. En 2007, poco antes de su muerte a los 90 años, Eakin completó una versión actualizada y ampliada de su libro; Incluye más de 150 páginas de material de fondos nuevos, mapas y fotografías. En 2013, las versiones de libro electrónico y audiolibros de su última edición definitiva fueron publicadas en su honor. Con permiso, los investigadores pueden usar los archivos de Eakin a través de la Colección Sue Eakin, en la Universidad Estatal de Luisiana en Alexandria, Luisiana. Los archivos de Joseph Logsdon están disponibles en la Universidad de Nueva Orleans.
El historiador Jesse Holland señaló en una entrevista de 2009 que había confiado en las memorias de Northup y en la descripción detallada de Washington en 1841 para identificar la ubicación de algunos mercados de esclavos en la capital. Holland también ha investigado los roles de los esclavos afroestadounidenses que, como trabajadores calificados, ayudaron a construir algunos de los edificios públicos más importantes de Washington, incluido el Capitolio y parte de la mansión ejecutiva original.

## Ediciones y adaptaciones

### Texto
- Twelve Years a Slave (12 años de esclavitud) es de dominio público; Las versiones de e-book se pueden descargar de varios sitios y muchas editoriales siguen imprimiendo reimpresiones.
- En 1968, los historiadores Sue Eakin y Joseph Logsdon, ambos con base en Luisiana, publicaron una versión editada y comentada de la narrativa de Northup. Se han publicado ediciones actualizadas e ilustradas de este trabajo, incluida una adaptación para lectores más jóvenes.
- En 2012, David Fiske autopublicó la biografía Solomon Northup: Su vida antes y después de la esclavitud. El Apéndice C del libro proporciona la historia editorial de 12 años de esclavitud durante el siglo XIX. El libro fue expandido y reeditado por Praeger en agosto de 2013 como Solomon Northup: La historia completa del autor de 12 años de esclavitud, ISBN 978-1440829741, con los coautores Fiske, Clifford W. Brown y Rachel Seligman.
- Tyehimba Jess hace referencia a la violencia de Edwin Epps hacia sus esclavos en "What Marked Tom?" en su libro, Olio (2016).

### Películas
- Odisea de Solomon Northup (1984), una película para televisión de la PBS dirigida por Gordon Parks y protagonizada por Avery Brooks.
- 12 Years a Slave (2013), un largometraje dirigido por Steve McQueen y protagonizado por Chiwetel Ejiofor.